# Rudolf Spielmann
Rudolf Spielmann (ur. 5 maja 1883 w Wiedniu, zm. 20 sierpnia 1942 w Sztokholmie) – austriacki szachista.

## Kariera szachowa
Był jednym z czołowych szachistów świata od początku XX wieku do końca lat 20. W tym okresie wziął udział w ok. 120 turniejach oraz rozegrał ok. 50 meczów. Znany był z oryginalnego, kombinacyjnego stylu gry, dzięki któremu wielokrotnie otrzymywał specjalne nagrody za najpiękniejsze partie. Dzięki swojemu romantycznemu stylowi był zawodnikiem bardzo poważanym i często zapraszanym na międzynarodowe turnieje, gdyż jego partie przyciągały wielu kibiców. Ksawery Tartakower nazwał Spielmanna „ostatnim rycerzem gambitu królewskiego”.
Dwukrotnie (1931, 1935) reprezentował barwy Austrii na szachowych olimpiadach, zdobywając 19½ pkt w 33 partiach. Do największych turniejowych sukcesów Spielmanna zaliczyć można zwycięstwa w mistrzostwach krajów nordyckich (1919) oraz w mistrzostwach Niemiec (1927), dzielone III m. w Sankt Petersburgu (1909), I m. w Abbazii (1912), II m. w San Sebastian (1912), I m. w Baden, Wiedniu (1914) i Sztokholmie (1919), dzielone I m. w Teplicach (1922), I m. w Semmering (1926), III m. w Berlinie (1928) i II m. w Karlsbadzie (1929) oraz pokonanie w meczach Arona Nimzowitscha (1908), Richarda Réti (1910 i 1921), Ksawerego Tartakowera (1910 i 1921), Gideona Ståhlberga (1930) i Jefima Bogolubowa (1932).
Po przyłączeniu Austrii do Niemiec przeprowadził się do Czechosłowacji, a następnie do Szwecji, gdzie żył aż do śmierci. Był autorem książek oraz wielu artykułów teoretycznych. Wniósł również poważny wkład w rozwój teorii debiutów, jego nazwisko noszą warianty w m.in. obronie Alechina, Caro-Kann i Nimzowitscha.
Według retrospektywnego systemu Chessmetrics, najwyżej sklasyfikowany był w lipcu 1913, zajmował wówczas 6. miejsce na świecie.